# 18 mars dans les chemins de fer
18 février 18 avril
Chronologies thématiques
- Croisades
- Sports
- Disney

Cette page concerne les événements qui se sont déroulés un 18 mars dans les chemins de fer.

## Événements

### XIXesiècle
- x

### XXesiècle
- 1996. France : début du chantier de renouvellement du ballast de la ligne à grande vitesse Paris-Lyon, chantier destiné à durer dix ans, jusqu'en 2006.

### XXIesiècle
- x

## Naissances
- 1848.  France :   Léon Francq à Maubeuge.

## Décès
- x